# 名取市立愛島小学校
名取市立愛島小学校（なとりしりつ めでしましょうがっこう）は宮城県名取市愛島笠島にある公立小学校。1873年に学制にもとづく最初の小学校の一つとして創設された。はじめ笠島小学校といい、静修小学校と称した時期がある。

## 概要
生徒数は2025年5月20日現在751人。
学区は名取市南西部の愛島地区の大部分である。愛島小豆島の一部である片平山は名取市立館腰小学校、同じく愛島小豆島の末無窪は名取市立不二が丘小学校の学区になる。中学では名取市立第一中学校の学区に入る。
1968年（昭和43年）制定の校章は「愛」の字に竹をあしらう。愛島は大正時代から筍の優品を産し、地区には竹林が多い。

## 歴史
笠島小学校は、学制にもとづいて日本全国に設けられた小学校の一つとして、1873年（明治6年）に創設された。名取郡笠島村に置かれ、第7大学区第3中学区第49番小学校にあたる。1878年（明治11年）から翌1879年（明治12年）には静修小学校と称した。
笠島村は1889年（明治22年）に町村制にもとづき近くの3か村と合併して愛島村の一部になった。この時校名を愛島小学校に改めた。1955年に愛島村は近隣町村と合併して名取町の一部になり、3年後に名取町は名取市になった。これにあわせて愛島小学校も名取町立、名取市立と改称された。
3キロ西の丘陵部に、1997年（平成9年）に愛島台（グリーンポート愛島）という住宅団地が造成され、2002年（平成14年）から小学校までスクールバスが運行されるようになった。1994年（平成6年）に229人だった児童数は、2012年（平成24年）に561人と倍以上になり、立て続けにプレハブ校舎を建てて教室を増やした。尚、2025年現在では全校生徒750名になっている。

### 年表
- 1873年（明治6年）7月 - 笠島小学校の開校。
- 1878年（明治11年）3月 - 静修小学校に改称。
- 1879年（明治12年）4月 - 笠島小学校に改称。
- 1889年（明治20年）4月 - 笠島尋常小学校に改称。
- 1889年（明治22年）4月 - 愛島尋常小学校に改称。
- 1900年（明治33年）4月 - 愛島尋常高等小学校に改称。
- 1911年（明治44年）10月 - 校地拡張、校舎増築。
- 1932年（昭和7年）10月 - 校地拡張、校舎移転。
- 1941年（昭和16年）4月 - 国民学校令により、愛島国民学校に改称。
- 1947年（昭和22年）4月 - 学制改革により、愛島村立愛島小学校に改称。
- 1955年（昭和30年） - 町村合併に伴い、名取町立愛島小学校に改称。
- 1958年（昭和33年）10月 - 市制施行に伴い、名取市立愛島小学校に改称。
- 1960年（昭和35年）4月 - 体育館完成。
- 1965年（昭和40年）2月 - 給食室完成、完全給食を実施。
- 1965年（昭和40年）7月 - 簡易プール完成。
- 1968年（昭和43年）4月 - 鉄筋コンクリート2階建ての校舎が完成。
- 1973年（昭和48年）9月 - 循環式プール完成。
- 1989年（平成元年） - 校舎の外装を改修。
- 1994年（平成6年）9月 - 大雨で校舎の床上20センチまで浸水[5]。
- 2008年（平成20年）3月 - プレハブ校舎を建設。
- 2009年（平成21年）3月 - プレハブ校舎を増築。
- 2011年（平成23年）4月 - プレハブ校舎を建設。
- 2014年 (平成25年)   3月-三階建ての新校舎落成
- 2016年 (平成27年)  ｰ 30年近く続いた愛島鼓笛隊が予算不足により廃止　ソーラン節へと変わる。
- 2019年 (令和元年)  10月 - 台風19号によって東校舎1階が浸水。
- 2019年 (令和元年) 仮設(プレハブ)校舎建設（５教室）
- 2020年 (令和2年) 新型コロナウイルス感染症に伴う臨時休業（２ヶ月）
- 2020年 (令和2年) GIGAスクール構想によるICT環境整備（一人一台のiPad，６０インチの大型掲示装置）
- 2025年 (令和7年) 循環式プールの老朽化により改装(今年度の水泳授業はユースポーツクラブ名取で行われる)